# El Cabo / Guerra
La playa El Cabo o Guerra está situada en el municipio de San Vicente de la Barquera, en la comunidad autónoma de Cantabria, España.